# Carlos Graef Fernández
Carlos Graef Fernández (Guanaceví, Durango, México, 25 de febrero de 1911-Ciudad de México, 13 de enero de 1988) fue un físico, matemático, investigador, catedrático y académico mexicano de origen Alemán. Se especializó en el estudio de las órbitas de las partículas cargadas de electricidad que se mueven en el campo magnético de la Tierra, en la teoría de gravitación y en la teoría general de la relatividad.

## Primeros años y estudios
Sus padres fueron Gudelia Fernández Espinosa y Carlos Graef Ziehl. Realizó sus primeros estudios de secundaria y bachillerato en el Colegio Alemán, donde obtuvo el grado Abitur en 1928. Viajó a Alemania para estudiar en el Departamento de Ingeniería Civil de la Technische Hochscule en Darmstadt, de 1929 a 1930. A su regreso a México, estudió de 1931 a 1933 en la Escuela Nacional de Ingeniería (hoy Facultad de Ingeniería) de la Universidad Nacional Autónoma de México (UNAM), y de 1934 a 1937 estudió física teórica y matemáticas en la Escuela Nacional de Ciencias y Matemáticas (hoy Facultad de Ciencias), también de la UNAM. En 1937, fue becado por la John Simon Guggenheim Memorial Foundation, y de esta forma cursó un doctorado en ciencias con especialidad en física teórica en el Instituto Tecnológico de Massachusetts (MIT), de 1937 a 1940. Contrajo nupcias en 1938 con Alicia Sánchez Castell, con quien tuvo tres hijos: Alicia, doctora en medicina nuclear; Carolina, abogada, y Carlos, ingeniero. En 1940, Carlos Graef Fernández realizó estudios de astronomía y astrofísica, en la Universidad de Harvard.

## Docencia
Inició sus actividades docentes desde 1934 en la Escuela Superior de Construcción de la Secretaría de Educación Pública (SEP). En 1937, impartió clases en el Departamento de Física y Matemáticas de la Escuela Nacional de Ingenieros de su alma mater.
En 1941, comenzó a impartir cátedra en la Facultad de Ciencias de la UNAM como profesor titular, puesto que ocupó hasta su muerte. Fue director de esta facultad de 1957 a 1959. Impartió clases en la Universidad de Harvard de 1944 a 1945. Fue fundador y director de la División de Ciencias Básicas e Ingeniería de la Universidad Autónoma Metropolitana Unidad Iztapalapa (UAM), de 1974 a 1976.

## Investigador y académico
En 1936, fue elegido miembro de número de la Sociedad Científica Antonio Alzate. Fue fundador y subdirector, de 1941 a 1944, del Observatorio Astrofísico Nacional de Tonantzintla, en Puebla. En 1943, fue vicepresidente de la Sociedad Matemática Mexicana. De 1945 a 1976, fue investigador del Instituto de Física de la UNAM, y fue director del mismo de 1957 a 1959. En 1946, fue delegado de México ante la Comisión de Energía Atómica de las Naciones Unidas, y participó en las conferencias sobre usos pacíficos de este tipo de energía de 1955 a 1958.
Fue fundador de la Sociedad Mexicana de Física y presidente de la misma de 1950 a 1963. Fue miembro titular del Seminario de Cultura Mexicana y presidente de este de 1952 a 1953. En 1955, participó en el Seminario de Problemas Científicos y Filosóficos que dirigía el doctor Elí de Gortari. En 1957, fue fundador y presidente de la Sociedad Mexicana de Radioisótopos. De 1956 a 1963, fue asesor científico de la Comisión Nacional de Energía Nuclear y director del Centro Nuclear de México, de 1964 a 1970. Contribuyó en el Grupo de Estudio sobre Desalación de Agua de Mar para el Noroeste de México y Suroeste de los Estados Unidos, de 1967 a 1970. Fue presidente del Grupo de Expertos en Energía Nuclear, de 1971 a 1977, y coordinador general de Uranio Mexicano, de 1980 a 1983. Fue presidente del Instituto Mexicano Alemán "Alejandro de Humboldt".

## Aportaciones
En 1937, por sugerencia de su asesor Manuel Sandoval Vallarta, comenzó a realizar estudios sobre las órbitas de las partículas cargadas de electricidad que se mueven en el campo magnético de la Tierra. Demostró que existen infinidad de movimientos posibles en este plano, y clasificó varios tipos de ellos mediante expresiones matemáticas que describen las órbitas periódicas ecuatoriales. Tomando como base estos estudios, comprobó la interacción que ejerce la rotación de la Vía Láctea en las partículas de radiación cósmica. En su tesis doctoral, Órbitas periódicas de la radiación cósmica, concluyó que las trayectorias periódicas cortan el ecuador magnético, resultado que se comprobó años más tarde, cuando las sondas espaciales captaron los cinturones mortales de partículas cósmicas que rodean a la Tierra, a los que se les llamó cinturones de Van Allen.
En 1943, colaboró con George David Birkhoff en sus estudios sobre la teoría de la gravitación, la cual es una alternativa a la teoría general de la relatividad de Albert Einstein, de concepción matemática y física más simple. Birkhoff murió al año siguiente, pero Graef continuó con el estudio de la propuesta durante catorce años más, resolviendo diversos problemas de esta teoría. Los resultados se publicaron en la Revista Mexicana de Física, en el Boletín de la Sociedad Matemática Mexicana y en Annals of the American Mathematical Society. A pesar de que la teoría general de la relatividad es bien aceptada por los físicos actualmente, y que la teoría de Birkhoff ha caído en desuso, las investigaciones de Graef tuvieron un gran alcance en su época. Sus estudios siguen siendo importantes para la solución de algunos puntos que no tienen una respuesta satisfactoria con la teoría de Einstein.

## Premios y distinciones
- Beca Guggenheim, en 1937.
- Premio "Manuel Ávila Camacho", otorgado por el Instituto del Libro en 1945.
- Medalla "Francisco Zarco"
- Premio Nacional de Ciencias y Artes, en el área de Ciencias Físico-Matemáticas y Naturales, en 1970.
- Profesor Emérito de la Facultad de Ciencias de la Universidad Nacional Autónoma de México, en 1979.
- Medalla Académica de la Sociedad Mexicana de Física, en 1982.
- Premio "Nabor Carrillo" de Ciencia y Tecnología Nucleares, en 1982.
- Premio Universidad Nacional en Docencia en Ciencias Exactas, otorgado por la UNAM en 1985.

## Obra publicada
Escribió artículos científicos para revistas especializadas, así como ensayos sobre física y matemáticas, entre ellos:
- "Afinidades morfológicas entre las matemáticas y la pintura", para Cuadernos Científicos, en 1946.
- "Escritura y ciencia", para Revista de Arquitectura, en 1950.
- "Espacio matemático y espacio físico", para Seminario de Problemas Científicos y Filosóficos, en 1955.
- "Alejandro Humboldt", para Anuario del Seminario de Cultura Mexicana, en 1963.
- "Niels Bohr", para el Boletín de la Sociedad Mexicana de Física, en 1963.
- "Mi discusión con Alberto Einstein", para The American Scientist, en 1956.
- "Viejos episodios de la ciencia en México", para Naturaleza, en 1975.
- "La serendipidad", para Anuario del Seminario de Cultura Mexicana, en 1975.
- "The Texcoco Project", para Water Production Using Nuclear Power, de la Universidad de Arizona, en 1966.
- "Nuclear Power and Water Desalting Plants in Southern United States and Northwestern Mexico", para la Comisión de Energía Atómica de los Estados Unidos, en 1968.